# Albánia gazdasága
Albánia természeti erőforrásokban bővelkedő, de elmaradott gazdaságú ország, s ez történelmi okokra vezethető vissza: már 1912-es függetlenné válása idején is messze elmaradt Európa országaitól, s e gazdasági hátrányt a későbbi évtizedek zűrzavarai és politikai csatározásai, majd a negyvenöt évig tartó, Enver Hoxha nevével jelzett kommunizmus csak tovább súlyosbította. Napjainkban az 1991-es rendszerváltás óta eltelt nehéz átmeneti időszak végére látszik érni, de elmaradottsága még mindig számottevő. A gazdaság ugyan növekszik, az infláció alacsony és stabil, az egy főre eső GDP is kiemelte Európa legszegényebb országának szerepéből, de a fejletlen infrastruktúra, a korrupció és a szürkegazdaság, ennek következtében pedig a számottevő külföldi befektetések hiánya miatt még meglehetősen távoli célnak tűnik az áhított európai uniós tagság elnyerése.

## Gazdaságtörténet
Az Oszmán Birodalom hódoltsági területein élő albánok a 19. századig északon transzhumáló állattartással, míg délen földműveléssel foglalkoztak, amellett az albán kézművesek – fafaragók, fegyverművesek, takácsok – Balkán-szerte híresek voltak termékeikről. Albánia függetlenségének 1912-es kikiáltásakor azonban Európa legszegényebb, gazdaságilag legelmaradottabb országa született meg, amit tovább súlyosbítottak az első világháború zűrzavaros évei, valamint az 1920-as évek politikai csatározásai és a gazdasági reformok elmaradása. 1925-ben Olaszország koncessziót kapott Albánia ásványi nyersanyagainak kitermelésére, s hamarosan olasz gazdasági segély érkezett folyamatosan az országba. Ettől függetlenül azonban nem végezték el a szükséges földreformokat és nem épült ki számottevő bányaművelés és ipari termelés sem.
A második világháborút követően a kommunisták vették át a hatalmat, s fokozatosan államosították a magántulajdonban lévő ipari, közlekedési és távközlési infrastruktúrát, a külkereskedelmet állami monopóliummá tették, s bevezették az állami tervgazdálkodást. Az első földreformok során a korábbi nagybirtokokat szétosztották a parasztok között, amit aztán 1955 után, az erőszakos termelőszövetkezetesítés során visszavettek tőlük, s 1960-ra a mezőgazdasági javak tetemes részét állami gazdaságok és termelőszövetkezetek állították elő. Noha Albánia természeti adottságai a mezőgazdasági termelésnek kedveztek volna, az ötéves terveken keresztül az ipar, s különösen a nehézipar és a bányaművelés irracionális fejlesztését erőltették.
Az életszínvonal és az ipari termelés volumene azonban alacsony maradt, bevezették az 1975-ig fennálló jegyrendszert, s Albánia három évtizeden keresztül jugoszláv, szovjet, majd kínai gazdasági segélyre és szakembergárdára szorult. Miután 1978-ban Albánia patrónus nélkül maradt, a kis ország minden racionalitást nélkülözve a gazdasági önellátásra rendezkedett be, aminek következményeként egyre nyomorultabb helyzetbe került. Az 1991-es rendszerváltás óta eltelt időben Albánia a gazdasági kihívásokkal küzdve igyekszik megfelelni a szabad piac és az Európai Unió elvárásainak.
A korábban állami tulajdonban állt nemzeti vagyon tetemes részét az 1991-es rendszerváltást követően privatizálták, megszaporodtak a magánvállalkozások, s 1996-ig az évenkénti gazdasági növekedés elérte a 10%-ot. Ezt akasztotta meg az 1996–1997-es piramisjáték-válság, amelynek nyomán a lakosság közel háromnegyede elveszítette megtakarításait, és országszerte zavargások törtek ki. A belpolitikai helyzet stabilizálódásával 1998-tól ismét megindult a növekedés. A kommunizmusban erőltetetten kiépített ipar az 1990-es években összeomlott, a mezőgazdasági termelést nem sikerült hatékonnyá tenni, így napjainkban Albániában a hazai össztermék döntő hányadát a harmadik szektor, a szolgáltatóipar termeli ki.

## Makrogazdaság
1998 után Albánia csatlakozott a Nemzetközi Valutaalap és a Világbank gazdaságfejlesztő programjaihoz. Az 1998-as ESAF–2 egyezmény értelmében 2001-ig 45 millió dolláros támogatásban részesült, majd a 2002-ben aláírt újabb szerződés úgy rendelkezett, hogy 28 millió dollár ellenében a kormányzat kötelezettséget vállal az infláció és a központi költségvetés deficitjének visszaszorítására. Emellett a Világbank további 197 millió dolláros összeggel támogatott különféle, az infrastruktúra fejlesztését és az életszínvonal emelését, valamint a korszerű pénzügyi szektor kiépítését célzó projekteket 2002 és 2005 között. Ezek következtében felgyorsult a külföldi tőkebefektetés az országban. Az albán energetikai, könnyűipari és telekommunikációs piacon már korábban is aktív szerepet vállalt olaszországi és görögországi cégek mellett megjelentek más európai és közel-keleti befektetők is. A külföldi cégeket ugyan vonzzák a számukra kedvezően alakított adózási feltételek, de elriasztja őket a továbbra is fejletlen infrastruktúra, a képzetlen munkaerő és a magas korrupció.
Az albán külkereskedelmi mérlegben rendkívül magas importtöbblet mutatkozik, 2005-ben az áruimport értéke (2,622 milliárd USD) többszörösen meghaladta az áruexportét (658 millió USD). Albánia főként gyümölcsöt, zöldséget, textil- és cipőipari termékeket, valamint ásványi nyersanyagokat (kőolaj, aszfalt, ércek) exportál, a kiviteli oldalon főbb külkereskedelmi partnerei 2005-ben Olaszország (72,4%), Görögország (10,5%), Szerbia és Montenegró (5%) voltak. Az ország behozatalra szorul élelmiszer-, gép- és vegyipari termékekben, s legfőbb importpartnerei 2005-ben Olaszország (29,3%), Görögország (16,4%), Törökország (7,5%), Kína (6,6%), Németország (5,4%) és Oroszország (4%) voltak. A folyó fizetési mérleg vonatkozásában pozitív tény, hogy Albánia külföldi államadóssága 2004-ben alig haladta meg az 1,5 milliárd dollárt.
A kormányzat gazdaságkonszolidáló igyekezetét megnehezíti az alacsony adózási és járulékfizetési fegyelem. Az így kieső állami jövedelmet 2002-ben az adóhatóság eljárási jogkörének kiszélesítésével és a nyugdíjkorhatár felemelésével igyekeztek egyensúlyozni. Hasonló gondot okoz a központi költségvetés bevételi oldalán a fekete- és a szürkegazdaság markáns jelenléte, amelynek pénzforgalma becslések szerint a nemzeti össztermék 50%-át is kiteheti. 2005-ben a regisztrált munkanélküliség 14,3%-os volt a keresőképes korúak körében, s mintegy 352 ezer albán külföldön, főként Olaszországban és Görögországban dolgozott vendégmunkásként. A munkaerőpiacon elhelyezkedett 1,09 milliónyi aktív népesség 58%-a a mezőgazdaságban, 19%-a az iparban, 23%-a pedig a szolgáltatóiparban dolgozott 2004-ben. Egy 2002-es felmérés még azt mutatta, hogy az albán lakosság 20%-a a szegénységi küszöb alatt él, 5%-a pedig szélsőségesen szegény, kevesebb mint egy amerikai dolláros napi jövedelemmel, s különösen a vidéki lakosságot, illetve az ország északkeleti régióit sújtja a szélsőséges szegénység. A Világbank becslése szerint 2003-ban a lakások 40%-ába nem volt bevezetve az ivóvíz és a távhő.
A GDP 1998 óta évente 4-7% körüli értékkel növekedett, s 2006-ban vásárlóerő-paritáson számolva elérte a 20,21 milliárd dollárt, az 5600 dollár/főt. Ennek 23,3%-át a mezőgazdaság, 18,8%-át az ipar, 57,9%-át pedig a szolgáltatóipar adta. Albánia ezzel Európában a háború sújtotta Bosznia-Hercegovinát és Szerbiát, illetve a még nagyobb elmaradottsággal küzdő Moldáviát előzi meg. A GDP növekedése kis részben az agráriumnak, nagyobb részben a szolgáltatóipar fejlődésének és az állami mamutcégek továbbra is folyó privatizációjának köszönhető.
A rendszerváltást, majd a piramisjáték-válságot követően meredeken megugró infláció a szoros monetáris politikának köszönhetően a 2000-es évek eleje óta nem haladja meg a 3-6%-ot, 2006-ban 2,8%-os volt. A nemzeti valuta, a lek (ALL) folyamatosan erősödik, és míg 2003-ban 1 amerikai dollárért 121,863 leket adtak, addig 2006-ban már csak 98,5927-et.

## Gazdasági ágazatok

### Mezőgazdaság

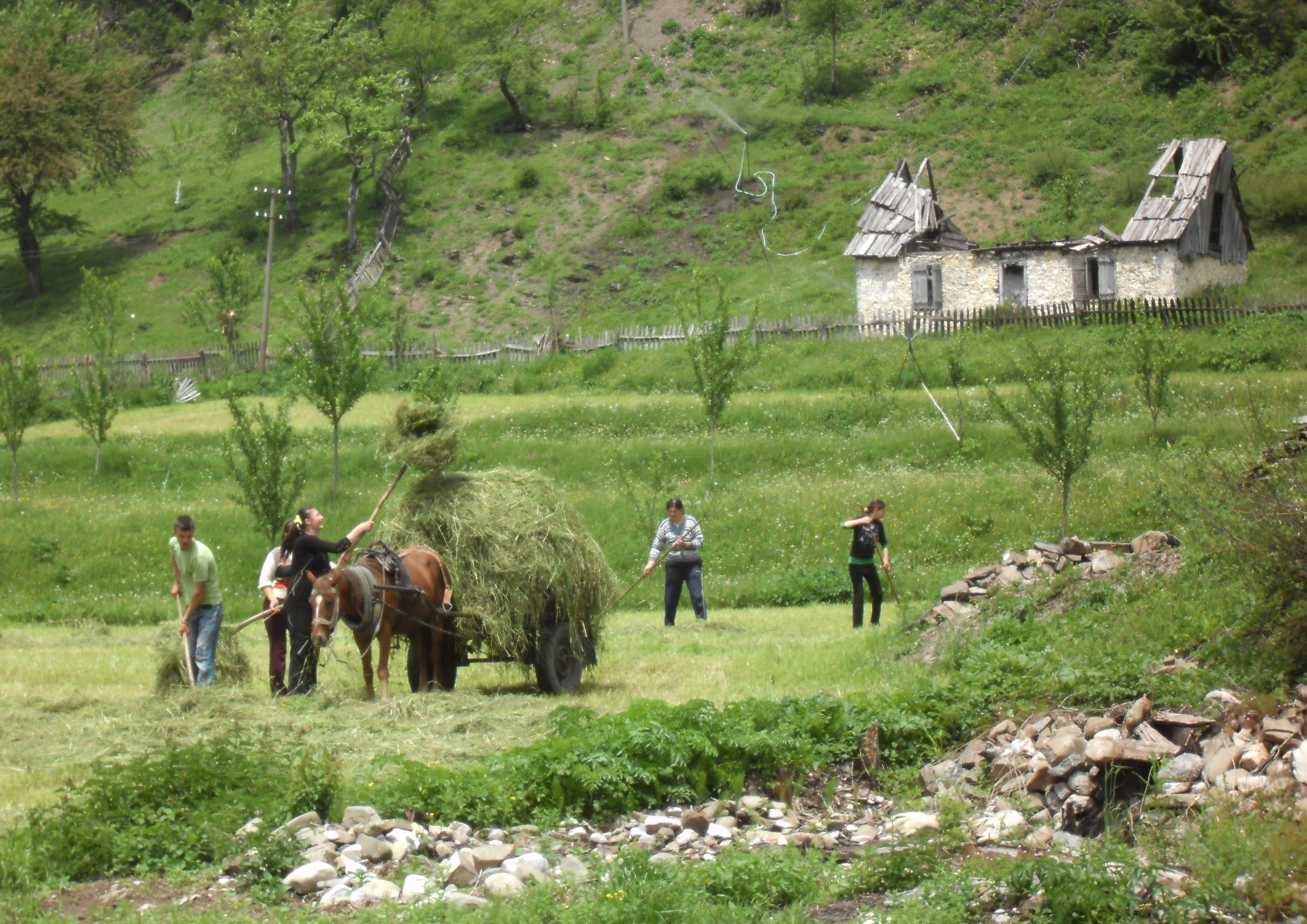
Szénabetakarítás 2011-ben

Albánia hagyományosan és természeti feltételeinél fogva elsősorban agrárország, a második világháború előtt a lakosság 85%-a a mezőgazdaságban dolgozott. 2004-ben az aktív népesség 58%-a még mindig állattartással-földműveléssel foglalkozott, ugyanakkor az agrárium részesedése a nemzeti össztermékből az 1992-es 54,2%-hoz képest 2006-ban mindössze 23,3%-os volt. A korábbi állami gazdaságok és termelőszövetkezetek az 1990-es években megszűntek, a megművelt területek 98%-a ma kis területű családi és magángazdaságok tulajdonában van. Alacsony-Albánia feltöltött síkságai, a dombsági területek és Magas-Albánia medencéi kedvező adottságokkal rendelkeznek a mezőgazdasághoz, az ország nagy része azonban művelésre alkalmatlan. 2005-ben az összterület művelési ágankénti megoszlása a következő képet mutatta: 36% erdő, 21% szántóföld, 15% legelő (ennek 60%-a havasi legelő), 3% szőlő és gyümölcsös, 5% víz, 20% egyéb, műveletlen terület.
A havasi legelőkre épülő hagyományos külterjes állattartás ma már a mezőgazdasági termelésnek csupán egyharmadát adja. Jelentős a juh- (1 844 000 db), a kecske- (929 000 db), illetve a szarvasmarhatenyésztés (690 000 db), kevésbé számottevő a sertés- (114 000 db), a ló- (43 000 db) és a baromfitartás (5 826 000 db). A nagy számban tartott szamár és öszvér hús- vagy tejhaszna elenyésző, viszont a nehezen megközelíthető hegyvidéki területeken nélkülözhetetlen teherhordó állatok. 2002-ben az éves tejtermelés 1 011 000 liter, a tojáshozam 660 000 db volt. Jelentős Albániában a méhészet is, az éves méztermelés 1100-1200 tonna körül mozog.
A második világháború óta a termőföldeket a mocsarak lecsapolásával és meliorációs munkálatokkal bővítették, s a szántóterületek mintegy kétharmada öntözés alatt áll (2003-ban 3530 km²). Ennek ellenére az 1980-as évekbelihez képest a termésmennyiség visszaesett, s a belső felvevő piac számára sem elegendő, Albánia jelentős gabonaimportra szorul. Ugyanakkor a terméshozamok javuló tendenciát mutatnak (2001-ben 2622 kg szálasgabona/ha). A vetésterület több mint fele 2000-ben a gabonafélékre jutott: búza 132 000 ha (330 000 t), kukorica 60 000 ha (215 000 t), cirok 15 800 ha (14 700 t), zab 10 600 ha (14 000 t), rozs 2200 ha (3400 t), árpa 1600 ha (2900 t). Az 1990-es évek első feléig évi jelentős rizstermesztés napjainkra gyakorlatilag megszűnt. A Shkodra, Elbasan és Korça környéki medencékben a dohánytermesztés jelentős (20 000 t). Az ipari növények közül számottevő Alacsony-Albániában a burgonya (162 000 t), a napraforgó (95 000 t), a gyapot (1000 t), illetve Maliq környékén a cukorrépa (40 000 t) termesztése.
800 méteres tengerszint feletti magasságig elterjedt a többnyire lugasos művelésű szőlő (70 000 t), s jelentős az erre épülő bortermelés és törkölypálinka (a raki) gyártása. A nagyobb városok környékén sokféle zöldség (évi 640 000 t), különösen görögdinnye, és mérsékelt övi gyümölcs (65 000 t) terem, de nagy kiterjedésű füge- és olajfa (37 000 t), valamint citrusültetvények (3000 t) találhatóak az ország délnyugati részén.
A tengeri, tavi és folyami halászat 1991 óta jelentősen, az évi 10 400 tonnáról 2002-re 4100 tonnára esett vissza. Az erdőgazdálkodás pedig nagyrészt a tűzifa-, kisebb részben a haszonfaellátást szolgálja.

### Bányászatésipar

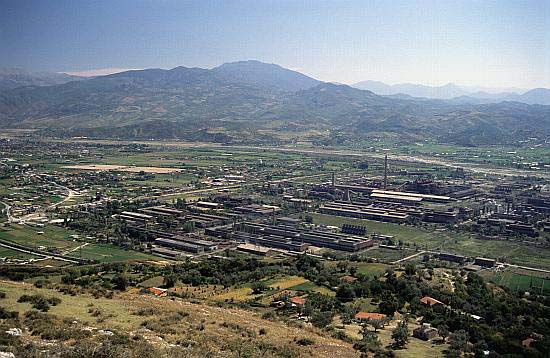
Elbasan látképe

A 20. század második felében, a kommunizmus alatt a gazdag ásványi nyersanyagot kitermelő bányászatot és a nyersanyagok feldolgozására épülő nehézipart erőltetetten fejlesztették. A rendszerváltást követően azonban a torz iparszerkezet nyilvánvalóvá vált, a korszerűtlen és versenyképtelen, piacukat vesztett üzemegységek java része bezárt, s nagy arányú dezindusztrializáció vette kezdetét Albániában. 2004-ben az aktív népesség 19%-a dolgozott az iparban, s az ipar részesedése a nemzeti jövedelemből 2006-ban mindössze 18,8%-os volt. Ugyanakkor a feldolgozó könnyűipari ágazatoknak köszönhetően a 2000-es évektől az ipari termelés évenkénti 3%-os növekedést mutat.
Albánia ásványi nyersanyagokban gazdag ország, ami a kezdetektől tág lehetőségeket biztosított a bányaművelés kialakulására és fejlődésére. Alacsony-Albánia déli részén az ókortól kezdve bányásszák a bitument (Selenica), s a Myzeqe síkján számottevő földgáz- (Ballsh, Fier) és kőolajlelőhelyek vannak (Ballsh, Kuçova, Patos). A 20. század második felében fejlesztették fel a Közép-Albán-hegyvidék barnakőszén- és lignitbányászatát (Kërraba, Mëzez, Valias), a krómérc- (Bulqiza, Kalimash, Kam, Katjel, Mëmëlisht, Pogradec), a bauxit- (Dajti), a nikkeltartalmú vasérc- (Guri i Kuq, Prrenjas) és a rézércfejtést (Fushë-Arrëz, Puka, Rubik, Kurbnesh, Gjegjan). A rendszerváltást követően a bányaipar is összeomlott, 1996 után a bányákat főként olasz és török befektetőknek adták el, de ezek nagy része – különösen az ércbányák – működőképes tőke hiányában bezárt. Albánia 1988-ban évi 750 ezer tonnás mutatóval a harmadik legtöbb krómércet kitermelő ország volt a világon, 1996-ban már csak 300 000, 2000-ben pedig 80 000 tonna kromitot bányásztak. 2000-ben a még meglévő bányaművelési ágak a következő éves mutatókkal termeltek (összehasonlításul zárójelben megadtuk az 1988-as adatokat is): kőszén és lignit 33 000 t (2 100 000 t), bitumen 17 000 t (900 000 t) , kősó 10 000 t (70 000 t), rézérc 9000 t (17 800 t), vasérc 10 000 t (400 000 t), nikkel 0 t (9000 t), bauxit 5000 t (n/a), kőolaj 309 000 t (1 600 000 t), földgáz 16 000 t (15 000 t).
Az ipar vezető ága a könnyűipar, a nagyobb városok majd mindegyikében épült szovjet és kínai segítséggel textilkombinát vagy élelmiszeripari üzem (Tirana, Durrës, Berat, Shkodra, Gjirokastra), ezenkívül a fafeldolgozás jelentős (Shkodra, Lezha, Elbasan, Laç). Fontos kiviteli árucikket állít elő a dohányipar (Shkodra, Durrës, Elbasan), a konzervgyártás, és a több városban is képviselt cipő-, ruha- és bőripar. A rendszerváltást követően az alacsony bérek vonzották a külföldi befektetőket, különösen a textil- és a bőriparba, így ezek túlélték az átmenet gazdasági viharait, s a 2000-es évekre a kivitel 70%-át teszik ki. Az élelmiszeripar, számottevő fejlesztés nélkül ugyan, de továbbra is fontos iparág. Különösebb gazdaságtörténeti előzmény nélkül, az 1990-es évek második felében, a lakóház- és középület-, illetve az útépítési konjunktúra nyomában lett egyre jelentősebb, s évi 15%-os növekedést mutat az építőipar (egyúttal a szürkegazdaság melegágya).
A szintén a kommunizmusban erőltetetten fejlesztett nehézipar elsősorban az ásványi nyersanyagokra épült, de mára a myzeqei kőolajat feldolgozó finomítók kivételével gyakorlatilag megszűnt (Ballsh, Cërrik, Kuçova). A bányaműveléses területekhez közel létesült vaskohászati kombinátok (a ma is működő elbasani), rézkohók (Gjegjan, Rubik), finomítóüzemek Laç, Rubik), réz- és krómfeldolgozó üzemek (Shkodra, Burrel) döntő többsége bezárt. A hazai nyersanyagra épülő gépipar és nehézgépgyártás szintén jelentős volt, traktor-, szerszám és műszergyártó központok voltak Tiranában, Elbasanban és Korçában. A vegyipart a kénsav és szuperfoszfát-előállítás (Laç), illetve a PVC-gyártás képviselte (Vlora).
A villamos áram 98%-át a kínai segítséggel az 1970-es, 1980-as években telepített hétszáz kisebb-nagyobb, továbbra is állami kézen lévő vízerőmű fejleszti (2004-ben 5434 TWh, amelynek 96%-a hazai fogyasztásra ment el), ezek jelentősebbjei a Drin folyón épültek fel. Az albán kormányzat Vlora mellett hőerőmű építését is tervezi.

### Szolgáltatóipar
Noha a korábbi évtizedekben fejlesztésére nem fektettek kellő figyelmet, az 1990-es évek óta a harmadik szektor, a szolgáltatóipar, s ezen belül is főként az idegenforgalom látszik döntő jelentőségűvé válni Albánia gazdaságában. Az ágazat fejlesztését a kormányzat is preferenciaként kezeli, s törekvésüket igazolja, hogy a 2006-ra vonatkozó becslések szerint a nemzeti össztermék 57,9%-át a szolgáltatóipar adta, s 2004-ben a keresőképes lakosság 23%-a a szektorban dolgozott.
Az üzleti szolgáltatások (ingatlanügynökségek, könyvelő-, ügyvédi, utazási és építészirodák stb.) terén Albániában nagy hiányosságok mutatkoznak, az ilyen típusú szolgáltatások jóformán csak Tiranában érhetőek el. Ez alól kivételt talán csak a pénzügyi szektor, a bankhálózat képez. A korábban meglévő egyetlen állami bank mellett 1992-ben alapították meg az első külföldi érdekeltségű pénzintézetet, s 2003 végére az albániai bankok száma elérte a tizenhatot. Köztük görög, olasz, bolgár, malajziai és kuvaiti cégek egyaránt megtalálhatóak, s mindössze két albán tulajdonú pénzintézet működik az országban: a Nemzeti Bank (Banka Kombëtare) és a Hitelbank (Banka Credins). A szektor fejlődését azonban lassítja, hogy az országban a 2000-es években is döntően készpénzforgalom zajlik, s a bank- és hitelkártya-használat csak nehézkesen terjed.
Kiskereskedelem, vendéglátóipar • A demokratikus átalakulás előtti évtizedekben mesterségesen alacsony szinten tartották a fogyasztói igényeket, s csak a baráti országok termékei, majd a hazai javak voltak elérhetőek az üzletek polcain. 1975-ig a főbb fogyóáruk csak jegyrendszer keretén belül, fejadagokban voltak hozzáférhetőek. 1991 után, a kereskedelmi sorompók felnyitásával az árucikkek széles választéka vált elérhetővé Albániában. A kiskereskedelmi ágazatot azonban ma is csak a kis üzletek és a mezőgazdasági, illetve kézművestermékeket kínáló piacok képviselik, s csak a fővárosban, Tiranában, Durrësban, Shkodrában nyíltak korszerű szaküzletek és áruházak. A vendéglátó-ipari egységek száma rendkívül magas, az albán életstílushoz, a hagyományos korzózáshoz alkalmazkodva rengeteg étterem, kávéház, bár található mindenütt, de a nyugati típusú gyorsétteremláncok még nem vetették meg a lábukat Albániában.
Idegenforgalom • Az albán gazdaság jövőbeni nagy reménysége az idegenforgalom fejlesztése. Alacsony-Albánia partvidéki, jobbára homokos tengerpartjai, Magas-Albánia érintetlen hegyvidékei, az országban fellelhető római, bizánci, török kori és hagyományos albán építészeti emlékek, világörökségi helyszínek (Buthróton, Gjirokastra, Berat) nagy vonzerőt jelentenek a turisták számára. Az őket fogadó vendéglátó-ipari infrastruktúra és korszerű úthálózat azonban lassan épül ki. Tiranában és környékén négy, a nemzetközi feltételeknek is megfelelő szálloda várja a vendégeket, a tengerparton csak Durrës és Saranda büszkélkedhet korszerű hotellel. Ezeken kívül komfortban szűkölködő, rossz ellátású, szegényes szállók és vendégházak fogadják a turistákat. Ennek ellenére az országot a polgárháború szélére sodró, 1997-es piramisjáték-válság óta folyamatosan növekszik az országba látogató külföldi turisták száma. Ugyanakkor a beutazások számát tekintve ma még sokkal jelentősebb a Görögország felé tartó tranzitforgalom, mint a célturizmus. Az Albániában eltöltött vendégéjszakák 71%-át 2001-ben maguk az albánok produkálták (belföldi turizmus), külföldről pedig legnagyobb számban olasz turisták érkeznek az országba.

### Közlekedés,teherszállítás

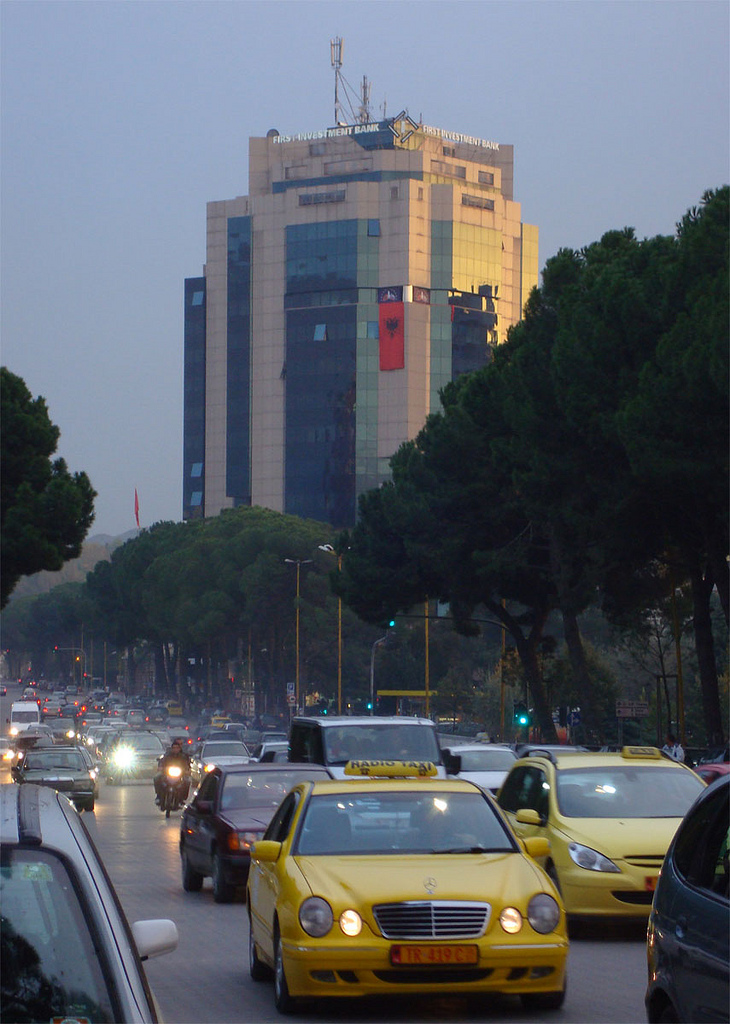
Csúcsforgalom a fővárosban

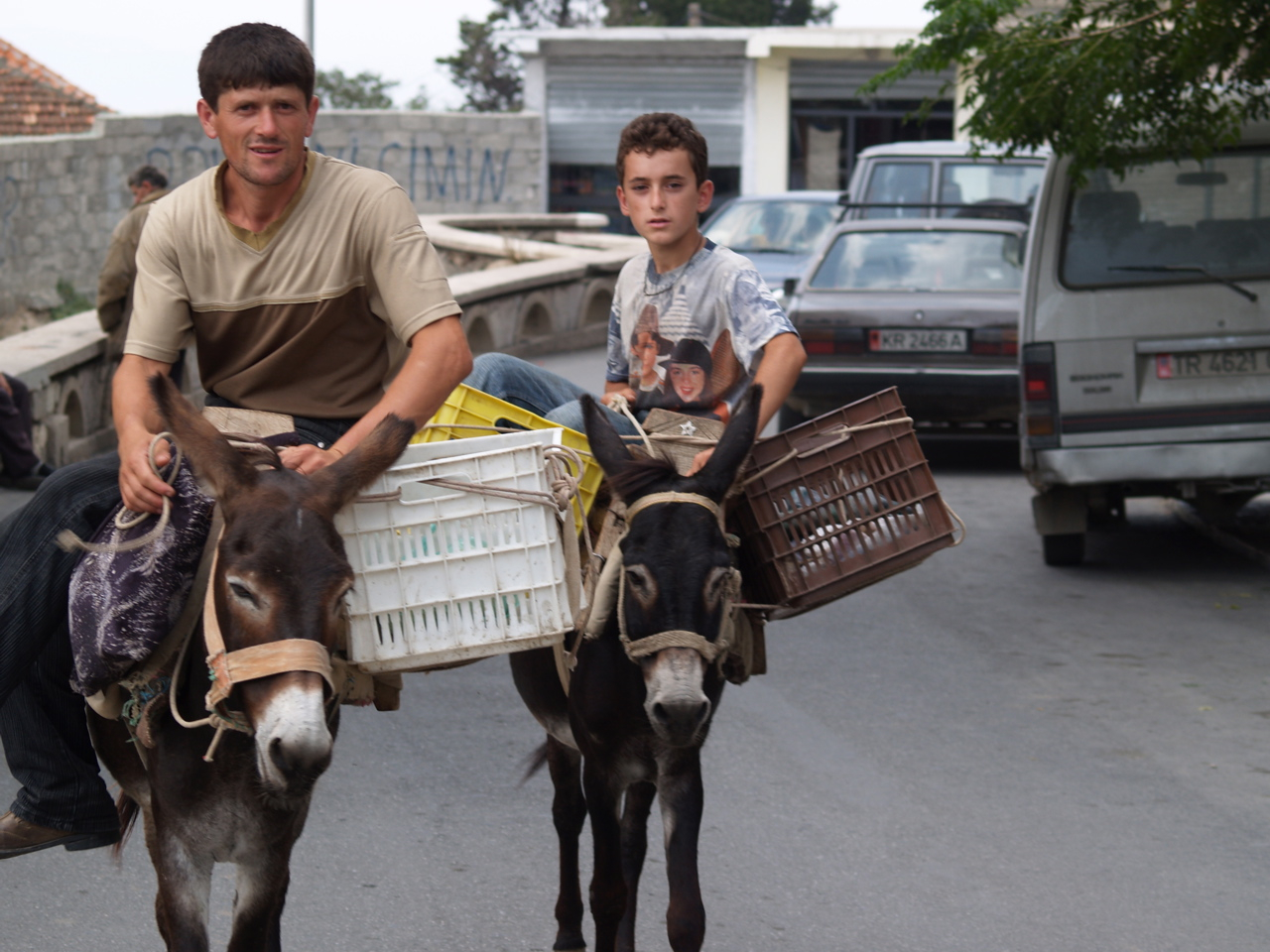
Közlekedés vidéken (Kruja)

Közúti közlekedés • Albánia úthálózata a múlt örökségeként meglehetősen kiépítetlen és rossz állapotú. Az összesen 18 ezer kilométernyi úthálózat mindössze 39%-a (7020 km) burkolt, 15%-a főútvonal (2400 km), s nagy része még az 1930-as években épült. Ez azonban az 1980-as évekig különösebb gondot nem okozott, ugyanis a kommunizmus alatt a lakóhelyüket csupán hatósági engedéllyel elhagyható albán állampolgárok nem rendelkezhettek személygépkocsival, így az utakat a lovas kocsikon és kerékpárokon kívül csak teherautók és helyközi buszjáratok használták. A rendszerváltást követően jelentősen megugrott az ország gépkocsiállománya, ám ezt a dinamikus változást nem követte a korszerű utak kiépítése, és például 1998-ban Albániában volt a legmagasabb a halálos kimenetelű közúti balesetek aránya (2184 haláleset minden egymillió járműre). Észak-Albánia útjainak állapotában további jelentős állagromlást hozott a koszovói háború idején, 1999-ben az országrészben felvonuló NATO-haderők szállítmányozási tevékenysége.
Az idegenforgalom és a nemzetközi közúti teherszállítás fejlesztése okán Albánia számára elengedhetetlen a kor követelményeinek megfelelő úthálózat kialakítása. Az Európai Unió támogatásával épülő, a Balkán-félszigetet kelet–nyugati irányban átszelő főforgalmi útvonal (VIII. számú korridor) albániai részeként épül a Durrës–Elbasan–Ohrid autópálya. Hasonló tervek születtek a Montenegrót Görögországgal összekötő, Albániát észak–déli irányban, Shkodra és Gjirokastra érintésével átszelő IV. számú korridor kiépítéséről. A Világbank kis arányú támogatásával az albán kormányzat 2003-ban fogadta el a Durrëst az északkelet-albániai Kukësszal és Koszovó fővárosával, Pristinával összekötő 175 kilométeres autóút építési tervét.
Vasúti közlekedés • Noha a kommunista rendszerben a közúti buszforgalom mellett a vasútvonalaknak nagy jelentőségük volt a személyszállítás terén, mindössze két fővonal épült ki Koplik–Shkodra–Vora–Tirana, illetve Durrës–Elbasan–Pogradec között. Emellett kisebb szárnyvonalakat fektettek le (például Tirana–Durrës között), valamint több, kizárólag teherszállításra használt vonalat építettek a bányász- és feldolgozóipari központokhoz (Fier, Vlora, Klos, Burrel, Selenica, Ballsh stb.). Az első, személy- és teherforgalom előtt is megnyitott nemzetközi vasútvonal 1988-ban épült ki az északi Koplik és a montenegrói Podgorica között, amely azonban 1991 és 2001 között nem üzemelt. Albánia teljes vasúthálózatának hossza 677 kilométer, ennek egyharmada (230 km) teherszállításra használt szárnyvonal. A villamosítás előtt álló vasútvonalak a közutakhoz hasonlóan rossz állapotban vannak, s ennek következményeként a személyvonatok megengedett maximális sebessége 40 km/h, a tehervonatoké 25 km/h. 2003-ban a kormányzat a vasútvonalak korszerűsítéséről szóló szerződést írt alá külföldi befektetőkkel, amelynek első lépéseként a Tirana–Durrës vonal felújítására, illetve a fővárost repülőterével összekötő vasút kiépítésére kerül sor.
Vízi közlekedés • Albánia két nagy áruforgalmú tengeri kikötővel rendelkezik, ezek az európai uniós és világbanki támogatással korszerűsített Durrës és Vlora. A második világháború előtt kiépített sarandai és shëngjini kikötők jelentőségüket mára elveszítették. Az albán kereskedelmi flotta huszonnégy hajót foglal magában, amelyek együttes kapacitása 2006-ban meghaladta az 52 000 bruttóregisztertonnát. Kompjáratok közlekednek Durrës és az olaszországi Bari, illetve Ancona, valamint Saranda és a Jón-szigetek (például Korfu) között. Albániában a belvízi hajózás jóformán ismeretlen, a Magas-Albániából lezúduló, gyors folyású és többnyire sekély folyók erre alkalmatlanok. Egyedül a Buna folyón, illetve a Shkodrai- és az Ohridi-tavon folyik magáncélú, többnyire szabadidős tevékenységként folytatott hajózás, vitorlázás.
Légi közlekedés • Az albán polgári légi közlekedés az 1920-as években indult meg, amikor olasz légitársaságok üzemeltettek belföldi és nemzetközi járatokat Tirana, Shkodra, Vlora, Korça, illetve Brindisi között. A légi közlekedés a második világháború után elsorvadt. Az ország nemzetközi polgári repülőterei a Tiranától 25 kilométerre található rinasi Teréz anya repülőtér és a Kukësi nemzetközi repülőtér. Az 1957-ben a forgalomnak átadott rinasi légi forgalmi terminált 2005-ben privatizálták, s az új tulajdonosok a napjaink kívánalmainak megfelelő infrastruktúra kiépítését tervezik. A kukësi repülőteret a NATO-haderők 1999-ben modernizálták, majd újjáépítését követően 2021-ben adták át a nemzetközi utasforgalomnak. A vlorai katonai repülőtér mellett további egy nagyobb és hét kisebb, füves kifutópályával rendelkező repülőtér is található az országban.

### Hírközlés, telekommunikáció
1991 előtt a csak napi pár órás, jobbára politikai és népművészeti műsort sugárzó állami televízió és rádió uralta az elektronikus sajtót, míg a nyomtatott sajtótermékek közül a Zeri i Popullit (’A Nép Hangja’) című pártnapilapnak volt egyeduralkodó szerepe. A rendszerváltást követően, az 1990-es évek első felében, a világ kinyílásával párhuzamosan ugrásszerűen megszaporodtak a műholdvevő berendezések az országban (az albán városképet is erőteljesen meghatározták a házakra, lakások erkélyére szerelt parabolaantennák). A hírközlési piac liberalizálódásával megsokszorozódott a nyomtatott és elektronikus sajtótermékek száma. 2003-ban 17 napilap, 60 heti- vagy havilap és 45 képes magazin jelent meg Albániában, s a 3-3 közszolgálati televízió és rádióadó mellett mintegy 60-60 televíziós csatorna és rádióadó sugárzott műsort. Az országnak saját, albán nyelvű műholdas tévé- és rádióadása is van. Az elektronikus média tevékenységét és jogkövető gyakorlatát, a hírközlési piac tisztaságának megőrzését a Nemzeti Rádiós és Televíziós Tanács (Këshilli Kombëtar i Radios dhe Televizioneve) felügyeli.
Albánia az eddig tárgyaltakhoz hasonlóan fejletlen telefonhálózatot örökölt a kommunista rendszertől, amelyben telefonvonalakat döntően csak kormányhivatalokhoz, állami vállalatokhoz kötöttek be, a magántelefon fogalma jószerével ismeretlen volt. A rendszerváltást követően a 2004-ig monopolizált helyzetben lévő Telekom Shqiptar jelentősen kibővítette a telefonhálózatot, de Albánia még 2003-ban is sereghajtó volt az európai telefonellátottsági statisztikában (255 000 fővonal, azaz 7 telefonvonal/100 lakos). A 2000-es években négy mobilszolgáltató vetette meg a lábát az országban, s a 2004-es adatok szerint 100 lakosra 35 mobiltelefon-előfizetés jutott (összesen 1 259 000 készülék), amivel már Albánia a térség egyes államait (Macedónia, Bosznia-Hercegovina, Románia) is megelőzte. Az internetlefedettség szintén lehangoló képet nyújt: a 2003-ban 70 ezerre becsült személyiszámítógép-tulajdonosok mindössze 15%-a rendelkezett interneteléréssel, s az internethasználók száma még 2005-ben is csak 75 ezerre rúgott.